# Bat Seba (roman)
Bat Seba är en roman av Torgny Lindgren från 1984. Lindgren tilldelades Esseltes litterära pris för romanen samma år.

## Handling
Romanen utgår från den bibliska berättelsen om Kung David och Bat Seba i Andra Samuelsboken och Första Konungaboken.